# Liga Premier de Bosnia y Herzegovina 2024-25
La Liga Premier de Bosnia y Herzegovina 2024-25 fue la edición número 25 de la Liga Premier de Bosnia y Herzegovina. La temporada comenzó el 3 de agosto de 2024 y terminó el 25 de mayo de 2025.
Se trata de la última temporada de la Liga Premier de Bosnia y Herzegovina que será disputada por doce clubes, ya que para la edición 2025-26 el número de equipos participantes se redució a diez. En consecuencia, durante este ciclo futbolístico se implementó cuatro descensos a las ligas de la segunda división en lugar de los dos habituales.
El FK Borac Banja Luka fue el defensor del título tras conseguir su tercer campeonato en la temporada anterior.

## Formato
Los doce equipos participantes jugarán entre sí todos contra todos tres veces totalizando 33 partidos cada uno, al término de la fecha 33 el primer clasificado obtendrá un cupo para la primera ronda de la Liga de Campeones 2025-26, mientras que el segundo y tercer clasificado obtendrán un cupo para la primera ronda de la Liga Conferencia 2025-26; por otro lado los cuatro últimos clasificados descenderán a la Prva Liga FBiH 2025-26 o a la Prva Liga RS 2025-26.
Un tercer cupo para la Segunda ronda de la Liga Conferencia 2025-26 es asignado al campeón de la Copa de Bosnia y Herzegovina.

## Ascensos y descensos
| Pos. | de Liga Premier de Bosnia y Herzegovina 2023-24 |
| ---- | ----------------------------------------------- |
| 11.º | Tuzla City                                      |
| 12.º | Zvijezda 09                                     |

| Pos. | Ascendidos 2023-24                        |
| ---- | ----------------------------------------- |
| 1.º  | Radnik Bijeljina (Liga República Srpska)  |
| 1.º  | Sloboda Tuzla (Liga Federación de Bosnia) |

## Equipos participantes
Un total de 12 equipos participan actualmente en la liga, incluye diez provenientes de la temporada pasada 2023-24 y dos promovidos cada uno de las segundas divisiones, Radnik Bijeljina y Sloboda Tuzla, reemplazan a los descendidos Tuzla City y Zvijezda 09.
| Equipo           | Ciudad        | Estadio                      | Capacidad |
| ---------------- | ------------- | ---------------------------- | --------- |
| Borac            | Bania Luka    | Gradski stadion Banja Luka   | 10,030    |
| GOŠK Gabela      | Gabela        | Stadion Perica-Pero Pavlović | 3,000     |
| Igman Konjic     | Konjic        | Konjic Gradski Stadion       | 5,000     |
| Posuŝje          | Posušje       | Stadion Mokri Dolac          | 8,000     |
| Radnik Bijeljina | Bijeljina     | Bijeljina Gradski Stadion    | 6,000     |
| Sarajevo         | Sarajevo      | Estadio Asim Ferhatović Hase | 34,500    |
| Sloboda Tuzla    | Tuzla         | Stadion Tušanj               | 7,200     |
| Sloga Meridian   | Doboj         | Luke Stadium                 | 3,000     |
| Široki Brijeg    | Široki Brijeg | Estadio Pecara               | 7,000     |
| Velež Mostar     | Mostar        | Stadion Rođeni               | 7,000     |
| Zrinjski Mostar  | Mostar        | Stadion pod Bijelim Brijegom | 9,000     |
| Željezničar      | Sarajevo      | Estadio Grbavica             | 13,146    |

## Clasificación
| Pos. | Equipo              | Pts. | PJ | G  | E  | P  | GF | GC | Dif. | Clasificación o descenso                            |
| ---- | ------------------- | ---- | -- | -- | -- | -- | -- | -- | ---- | --------------------------------------------------- |
| 1    | Zrinjski Mostar (C) | 82   | 33 | 26 | 4  | 3  | 74 | 17 | +57  | Primera ronda de la Liga de Campeones 2025-26       |
| 2    | Borac               | 81   | 33 | 26 | 3  | 4  | 58 | 13 | +45  | Primera ronda de la Liga Conferencia 2025-26        |
| 3    | Sarajevo            | 65   | 33 | 18 | 11 | 4  | 59 | 24 | +35  | Segunda ronda de la Liga Europa Conferencia 2025-26 |
| 4    | Željezničar         | 65   | 33 | 20 | 5  | 8  | 55 | 38 | +17  | Primera ronda de la Liga Conferencia 2025-26        |
| 5    | Široki Brijeg       | 46   | 33 | 13 | 7  | 13 | 43 | 46 | −3   |                                                     |
| 6    | Sloga Doboj         | 44   | 33 | 13 | 5  | 15 | 35 | 45 | −10  |                                                     |
| 7    | Velež Mostar        | 42   | 33 | 10 | 12 | 11 | 45 | 39 | +6   |                                                     |
| 8    | Radnik Bijeljina    | 40   | 33 | 12 | 4  | 17 | 44 | 52 | −8   |                                                     |
| 9    | Posušje             | 37   | 33 | 10 | 7  | 16 | 33 | 41 | −8   |                                                     |
| 10   | Igman Konjic (D)    | 29   | 33 | 8  | 5  | 20 | 30 | 66 | −36  | Descenso a Prva Liga FBiH o Prva Liga RS            |
| 11   | GOŠK Gabela (D)     | 16   | 33 | 4  | 4  | 25 | 28 | 76 | −48  | Descenso a Prva Liga FBiH o Prva Liga RS            |
| 12   | Sloboda Tuzla (D)   | 10   | 33 | 1  | 7  | 25 | 21 | 71 | −50  | Descenso a Prva Liga FBiH o Prva Liga RS            |

Actualizado a los partidos jugados el 31 de mayo de 2025.
 Fuente: SoccerWay
Criterios de clasificación: 1) Puntos; 2) Diferencia de gol; 3) Goles marcados; 4) Puntos directos; 5) Diferencia de gol directa; 6) Goles de visita directos (solamente entre dos equipos); 7) Goles marcados directos; 8) Play-off. (Criterio 2 y 3 no son usados para decidir campeón, clasificación a competencia UEFA, o descenso)

## Resultados
Los clubes juegan entre sí en tres ocasiones para un total de 33 partidos cada uno.
| Local \ Visitante | BOR | GOS | IGM | POS | RAD | SAR | SLT | SME | SIR | VEL | ZRI | ZEL |
| ----------------- | --- | --- | --- | --- | --- | --- | --- | --- | --- | --- | --- | --- |
| Borac             | —   | 3–0 | 4–0 | 2–0 | 2–0 | 0–1 | 2–0 | 4–0 | 3–0 | 2–1 | 0–1 | 1–0 |
| GOŠK Gabela       | 0–2 | —   | 0–2 | 0–1 | 0–1 | 0–3 | 2–0 | 0–3 | 1–2 | 0–4 | 1–4 | 0–3 |
| Igman Konjic      | 0–4 | 3–2 | —   | 0–3 | 2–3 | 0–3 | 1–0 | 1–2 | 0–3 | 1–1 | 0–3 | 0–2 |
| Posušje           | 0–2 | 1–2 | 1–0 | —   | 3–1 | 0–0 | 2–0 | 1–1 | 1–2 | 1–1 | 1–2 | 1–1 |
| Radnik Bijeljina  | 0–1 | 3–1 | 0–1 | 2–1 | —   | 2–3 | 2–0 | 2–1 | 1–1 | 4–3 | 2–0 | 2–3 |
| Sarajevo          | 0–2 | 3–1 | 2–1 | 2–2 | 2–0 | —   | 3–1 | 2–0 | 1–0 | 4–0 | 0–1 | 1–1 |
| Sloboda Tuzla     | 2–3 | 1–1 | 0–1 | 0–2 | 1–0 | 0–6 | —   | 0–3 | 0–2 | 1–1 | 0–1 | 0–1 |
| Sloga Meridian    | 0–2 | 2–0 | 0–2 | 3–1 | 1–0 | 1–3 | 1–0 | —   | 1–0 | 0–0 | 0–1 | 4–2 |
| Široki Brijeg     | 2–3 | 2–2 | 4–2 | 1–0 | 2–0 | 3–3 | 1–1 | 0–1 | —   | 0–2 | 1–1 | 0–3 |
| Velež Mostar      | 0–0 | 2–2 | 1–1 | 3–0 | 2–1 | 0–0 | 1–0 | 0–0 | 3–1 | —   | 0–1 | 1–2 |
| Zrinjski Mostar   | 1–1 | 3–0 | 7–1 | 1–0 | 2–0 | 1–1 | 3–2 | 3–1 | 3–0 | 1–0 | —   | 1–0 |
| Željezničar       | 1–1 | 4–1 | 3–1 | 1–0 | 2–0 | 0–0 | 3–0 | 1–1 | 0–1 | 2–1 | 0–2 | —   |

| Local \ Visitante | BOR | GOS | IGM | POS | RAD | SAR | SLT | SME | SIR | VEL | ZRI | ZEL |
| ----------------- | --- | --- | --- | --- | --- | --- | --- | --- | --- | --- | --- | --- |
| Borac             | —   | 1–0 | —   | 1–0 | —   | 2–0 | 2–0 | 3–1 | —   | 1–0 | —   | —   |
| GOŠK Gabela       | —   | —   | —   | 1–2 | —   | 0–2 | —   | —   | —   | —   | 3–2 | —   |
| Igman Konjic      | 0–1 | 1–2 | —   | —   | 1–1 | —   | —   | —   | 2–1 | —   | —   | 0–1 |
| Posušje           | —   | —   | 2–1 | —   | —   | 1–2 | —   | 0–0 | —   | 2–0 | 1–2 | —   |
| Radnik Bijeljina  | 1–0 | 5–0 | —   | 2–1 | —   | —   | —   | —   | 1–1 | —   | —   | 1–2 |
| Sarajevo          | —   | —   | 3–0 | —   | 1–1 | —   | 0–0 | —   | 0–1 | —   | 0–0 | —   |
| Sloboda Tuzla     | —   | 3–3 | 2–2 | 0–3 | —   | —   | —   | —   | —   | 1–1 | —   | —   |
| Sloga Meridian    | —   | —   | 0–1 | —   | 2–1 | 0–4 | 4–1 | —   | 0–1 | —   | 0–4 | —   |
| Široki Brijeg     | 0–1 | 2–0 | —   | 0–0 | —   | —   | 3–1 | —   | —   | 2–5 | —   | 3–2 |
| Velež Mostar      | —   | —   | 2–2 | —   | 3–2 | 2–2 | —   | 3–0 | —   | —   | 0–1 | —   |
| Zrinjski Mostar   | 0–1 | —   | —   | —   | 5–0 | —   | 5–0 | —   | —   | 3–0 | —   | 5–0 |
| Željezničar       | 2–1 | 3–2 | —   | 3–2 | —   | —   | 3–2 | 1–0 | —   | 2–1 | —   | —   |

## Goleadores
Actualizado el 31 de mayo de 2025.
| Pos. | Jugador               | Equipo          | Goles |
| ---- | --------------------- | --------------- | ----- |
| 1    | Mihael Mlinarić       | Velež Mostar    | 19    |
| 2    | Giorgi Guliashvili    | Sarajevo        | 16    |
| 3    | Đorđe Despotović      | Borac           | 15    |
| 4    | Nardin Mulahusejnović | Zrinjski Mostar | 14    |
| 5    | Enver Kulašin         | Borac           | 11    |
| 5    | Sulejman Krpić        | Željezničar     | 11    |